# Ninni Poijärvi
Ninni Poijärvi, all'anagrafe Riina Maretta Poijärvi (Helsinki, 9 ottobre 1974), è una cantante finlandese.

## Biografia
Ninni Poijärvi è salita alla ribalta negli anni 2000 come cantante di musica folk e country. Il suo primo ingresso nella classifica finlandese è avvenuto con il suo quarto album Tie, che nel 2014 ha debuttato alla 31ª posizione. L'anno successivo è stata giudice ospite al programma canoro di MTV3 Tähdet, tähdet. Nel 2019 il suo album natalizio Joulu ha raggiunto il 2º posto nella classifica nazionale.

## Discografia

### Album
- 2002 – Viideltä
- 2005 – Vapaapäivä
- 2008 – Virta
- 2014 – Tie
- 2018 – Joulu
- 2019 – Kosketus (con Tommi Kalenius)

### Singoli
- 2002 – Sitäkö se on?
- 2002 – Sähköä (con Niko Ahvonen)
- 2002 – Ihanin
- 2005 – Inga
- 2009 – Takiainen
- 2013 – Joulumuistoja
- 2014 – Ampiainen
- 2014 – Syysyössä kahden (con i Panu Savolainen Toivo)
- 2014 – Kenen äänellä/Jäälautat
- 2014 – Yö pettävällä jäällä
- 2014 – Uimapuku (Eli Skinny Dip)
- 2019 – Helsinki-Vantaa (con Tommi Kalenius)